# Католички краљеви
Католички краљеви (шп. Reyes Católicos) је заједничка титула која се у историји користи за краљицу Изабелу I од Кастиље и Фернанда II од Арагона. Титулу Католичких краљева је овом краљевском пару дао папа Александар VI (у историји познат и као Родриго Борџија). Венчали су се 1469. године у Ваљадолиду и тим браком ујединили две круне - Кастиље и Арагона - и практично поставили прве темеље краљевине Шпаније која ће коначно бити формирана под владавином њиховог унука, Карла V. Временом ће оправдати ову титулу, прво борећи се против Мавара у Реконкисти, која се завршава 1492. године падом Гранаде, последњег маварског упоришта на Иберијском полуострву.
Владавина Католичких краљева се подудара са периодом прелаза света из Средњег века у модерно доба. Уз подршку градова и ситне властеле, успоставили су јаку централистичку монархију која је могла да се бори против незајажљивог апаетита за влашћу црквених великодостојника и крупних феудалаца. Освајањем Гранаде, Наваре, Канарских острва, Мелиље и других делова Африке, успели су да уједине све територије (осим Сеуте) под једном једином круном онога што се данас зове краљевина Шпанија.
Краљеви су водили заједничку спољну политику обележену дипломатијом Фернанда Католичког, која је обезбедила хегемонију Шпаније у следежих неколико векова.
Откриће Америке 1492 - исте године када је Реконкиста коначно приведена крају - означило је ново поглавље у историји Иберијског полуострва и отворило је нове могућности у привреди, науци и политици, стављајући акценат на прекоокеанску експанзију која ће трајати неколико векова.

Католички краљеви су имали петоро деце, преко чијих бракова је Изабела Католичка обезбедила политичку сигурност Шпаније која се тада сматрала великом силом на политичком, културном и верском плану.
- Изабела од Арагона и Кастиље, удата прво за Алфонса од Португала, а потом и за Мануела I од Португала.
- Хуан од Арагона и Кастиље, ожењен Маргаритом од Аустрије, умро је веома рано, 1497.
- Хуана I од Кастиље, позната у историји и као Хуана Луда, удала се за Филипа од Аустрије, који је касније постао Филип I од Кастиље, сина немачког цара, Максимилијана I
- Марија од Арагона и Кастиље, удала се за Мануела I од Португала након што је њена сестра Изабела умрла.
- Каталина од Арагона, удата за Хенрија VIII од Енглеске.